# Say
Say este o companie de retail de telefoane mobile din România.
Este deținută de compania MCS Communications, și are 80 de magazine în 37 de orașe (octombrie 2008).
MCS Communications este parte a grupului israelian Milomor Trade & Communication, care deține HAT Group Romania, importatorul telefoanelor mobile Samsung, și DTH Television, furnizorul serviciului de televiziune prin satelit Boom TV.
Creată în 2006, compania a preluat, în septembrie 2007, un număr de 46 de magazine din lanțul Turbo Photo&GSM.
Principalii săi concurenți în România sunt Germanos, EuroGSM, Fonomat și Internity.